# Лышковице (гмина)
Лышковице (пол. Łyszkowice) — сельская гмина (волость) в Польше, входит как административная единица в Ловичский повет, Лодзинское воеводство. Население — 6985 человек (на 2004 год).

## Сельские округа
1. Бобецко
2. Боброва
3. Чатолин
4. Гзинка
5. Каленице
6. Кучкув
7. Лагув
8. Лышковице
9. Лышковице-Колёня
10. Нове-Грудзе
11. Полесе
12. Селигув
13. Сероки
14. Стахлев
15. Старе-Грудзе
16. Тшчанка
17. Ухан-Дольны
18. Ухан-Гурны
19. Вжечко
20. Закулин

## Соседние гмины
1. Гмина Дмосин
2. Гмина Доманевице
3. Гмина Гловно
4. Гмина Липце-Реймонтовске
5. Гмина Лович
6. Гмина Макув
7. Гмина Неборув
8. Гмина Скерневице